# 海翩滙

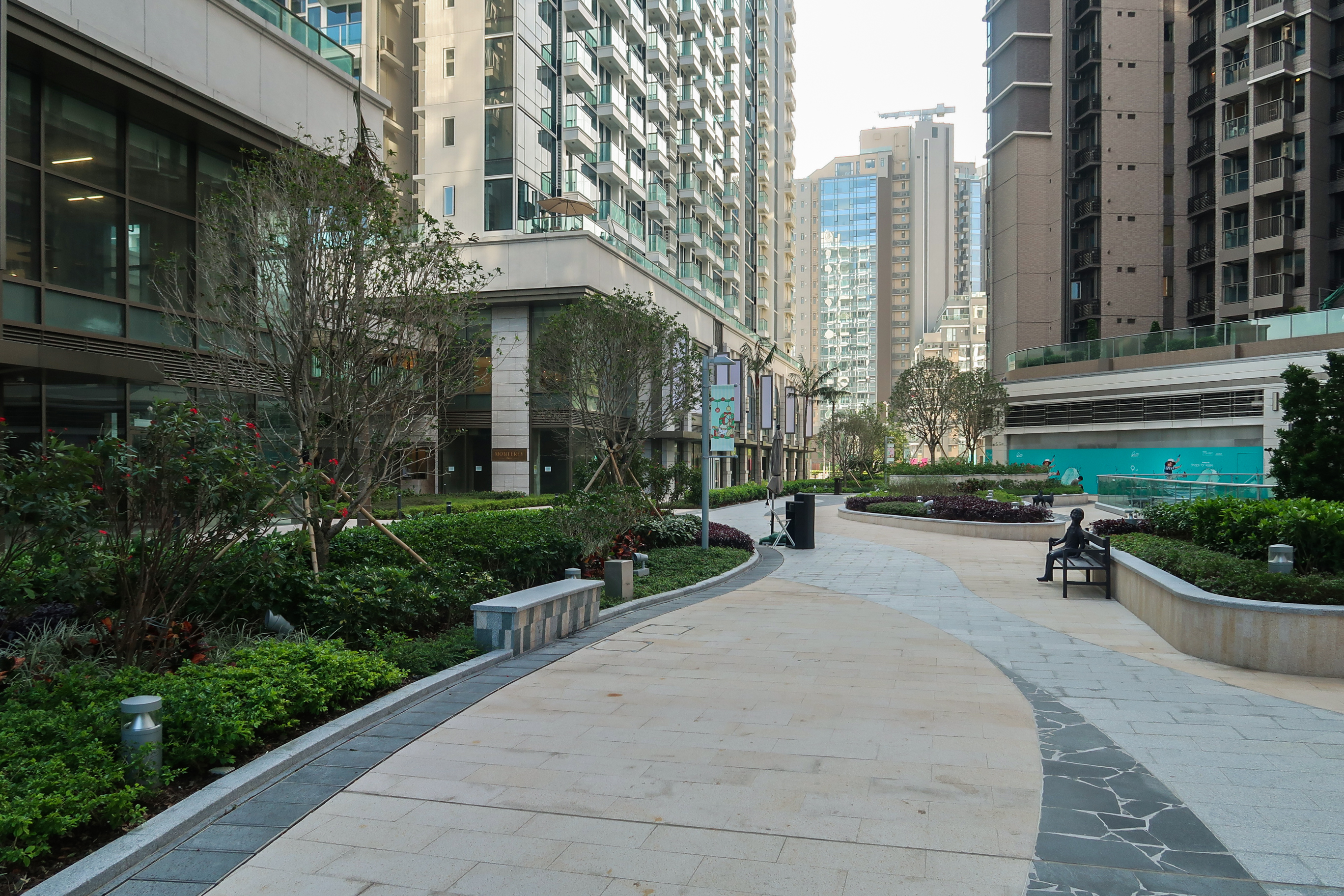
海翩滙通往海濱長廊的步行街

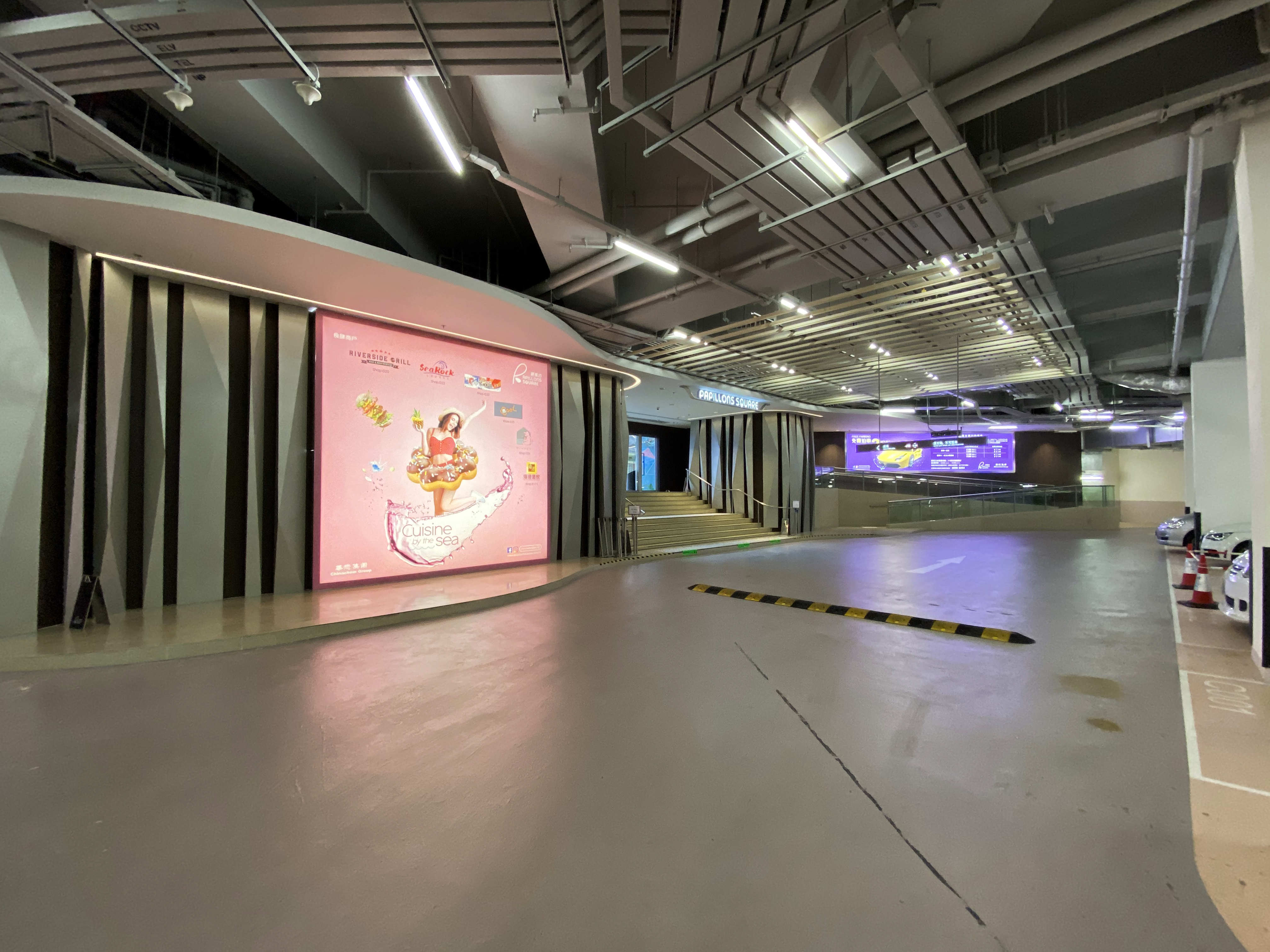
翩滙坊地庫上落車處

海翩滙（英語：The Papillons）是香港新界西貢區的私人屋苑，位於將軍澳南唐俊街21號，由華懋集團發展，香港王歐陽集團設計，金門建築承建，於2018年9月落成，管理公司為發展商旗下的合眾物業管理。展覽廳及示範單位設於荃灣如心廣場。

## 項目背景
海翩滙的外文名稱「Papillons」源自法文「蝴蝶」，比喻樓盤六座大樓如蝴蝶的三對翅膀，翩翩起舞；而中文名稱則取其臨「海」而建，位處將軍澳南臨海及河畔地段，前望藍塘海峽及港島東海照，「滙」聚河岸雙畔的優勢。

## 項目詳情
海翩滙由6座分層住宅大樓及5幢洋房組成，共涉及857伙，分層單位實用面積由249至2,277平方呎，洋房面積約2,604至2,681平方呎。第1及2座住宅大廈樓高12層，而第3至7座則為18層，均不設庇護層。而每座1樓至頂層均屬住宅樓層，每層設3至11伙單位（第1、2座每層設3至8伙；其餘座數每層設10至11伙）。並按室數分別使用兩個電梯大堂。而兩個電梯大堂彼此相通，只由兩道防火門分隔開，各設置兩部電梯。
所有樓宇均採用三菱電機提供的升降機。

## 分層單位間隔
項目的分層單位間隔有開放式、1房2廳、2房2廳、3房2廳及儲物室、3房2廳（連套房）及儲物室、4房2廳（連套房）及儲物室連廁、4房2廳（連雙套房）及雙儲物室、4房2廳（連雙套房）及士多房加儲物室連廁、5房2廳（連3套房）及儲物室連廁、5房2廳（連3套房）及士多房加儲物室連廁等多種選擇。樓底高度則由2.765至3.8米。戶戶採用獨立式廚房，而大部份單位配置有露台及16平方呎工作平台。

## 戶型種類

### 標準戶
共有762伙，樓底高度由2.765至3.8米，實用面積為271至1,197平方呎，有開放式至4房間隔可供選擇。當中以2房戶為主打，有397伙，實用面積由484至626平方呎；開放式單位則有30伙，實用面積由271至297平方呎；1房戶僅設15伙，實用面積由422至452平方呎；3房戶供應只次於2房戶，共有288伙，實用面積由639至897平方呎。戶戶配置22至38平方呎露台。

### 連平台戶
共有34伙，分佈於第1、2座1及2樓和其他座數1樓。樓底高度為3.015至3.065米，實用面積介乎249至1,143平方呎，間隔為開放式至4房不等，各配置61至668平方呎平台。

### 連天台戶
共有50伙，位於各座頂層12或20樓，樓底高度為3.5至3.638米，實用面積由271至897平方呎，間隔有開放式至3房，均配置132至652平方呎天台及22至29平方呎露台。

### 複式戶
僅有6伙，只設於第1、2座11及12樓F、G、H室，樓底高度為3.2至3.8米，實用面積由1,816至2,277平方呎，間隔有4房2廳（連雙套房）及雙儲物室、4房2廳（連雙套房）及士多房加儲物室連廁、5房2廳（連3套房）及儲物室連廁、5房2廳（連3套房）及士多房加儲物室連廁等4種，各配置546至689平方呎天台、99至103平方呎梯屋及28或38平方呎露台。

### 洋房
屋苑洋房每幢高4層，樓底高度為2.95至3.9米，實用面積由2,604至2,681平方呎，間隔均屬4房2廳（連4套房）及儲物室連廁。各配置637至1,023平方呎平台、509至535平方呎天台、100平方呎梯屋及233或270平方呎前庭。每座洋房1樓都設有泳池。

## 屋苑設施

### 住客會所
項目設有面積約35,032平方呎的住客會所，樓高4層，設施包括25米戶外游泳池、多功能宴會廳、迷你影院、健身室，以及高爾夫球模擬練習室等。另外於地下及1樓亦分別有佔地約40,319及32,514平方呎綠化花園及平台。
大廈共有178個住客車位，當中3個為傷健人士車位，另有34個單車車位。以項目857伙計算，即是每5戶爭奪1個車位。

### 商場

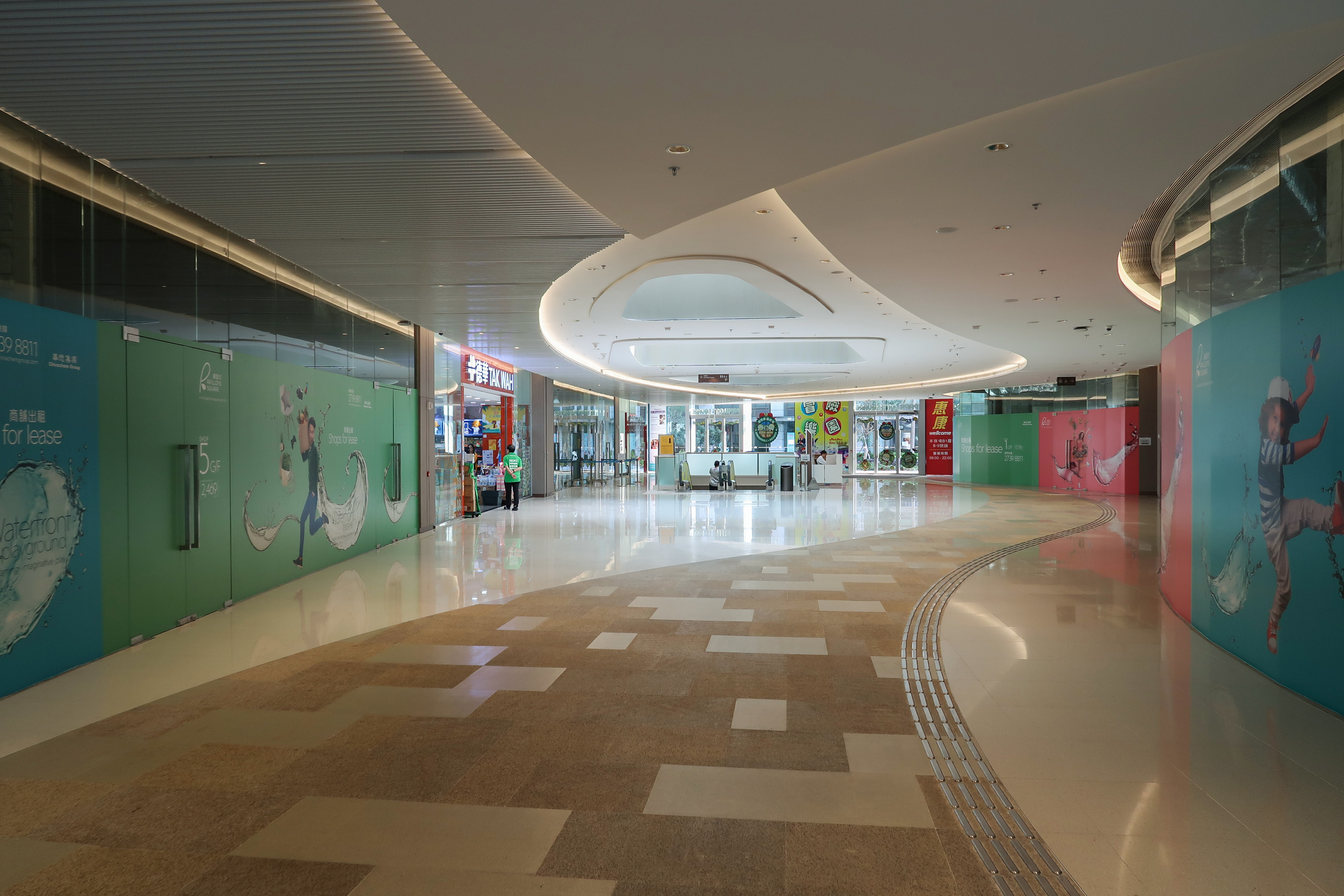
翩滙坊內貌

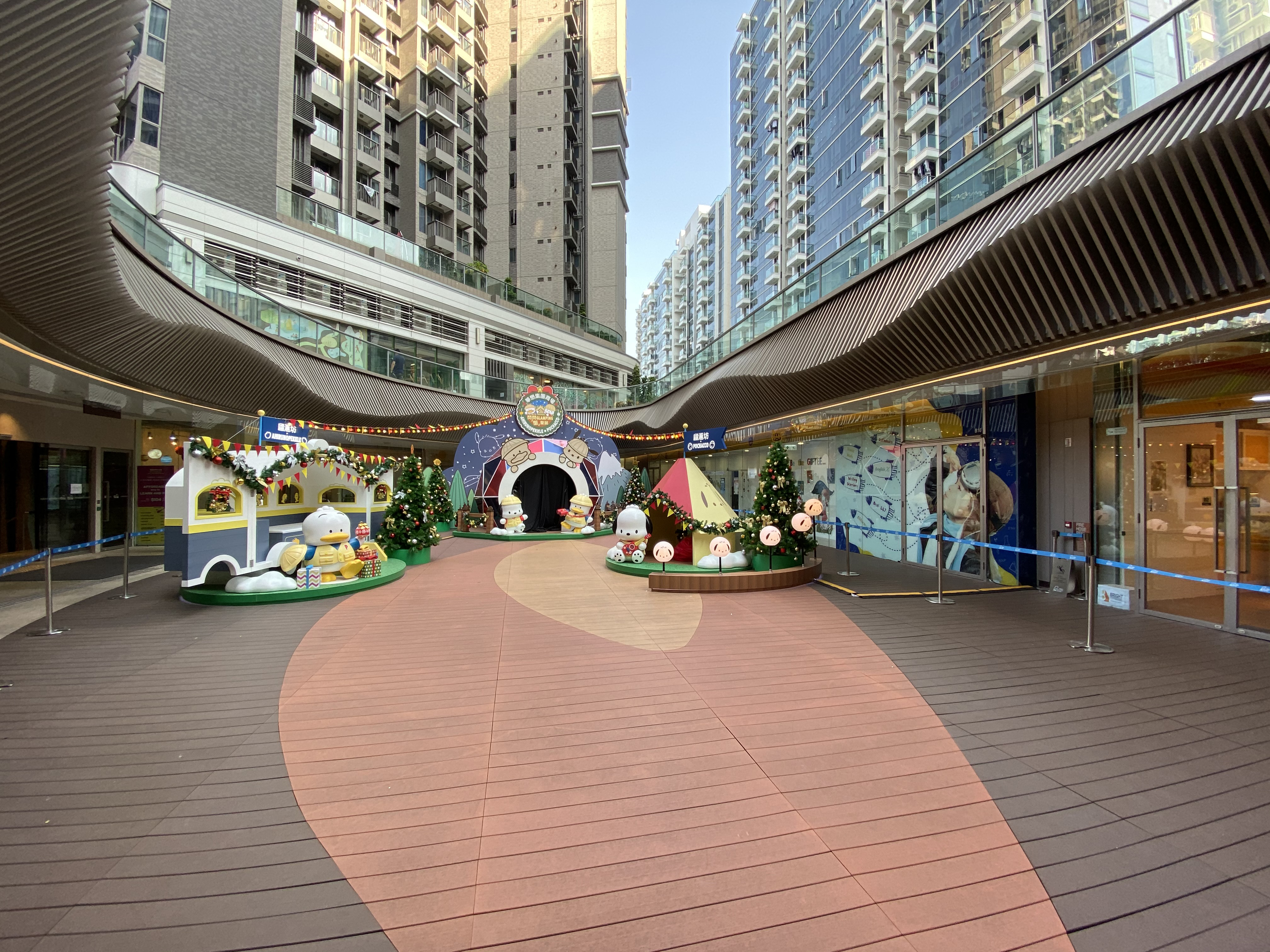
翩滙坊中央天井

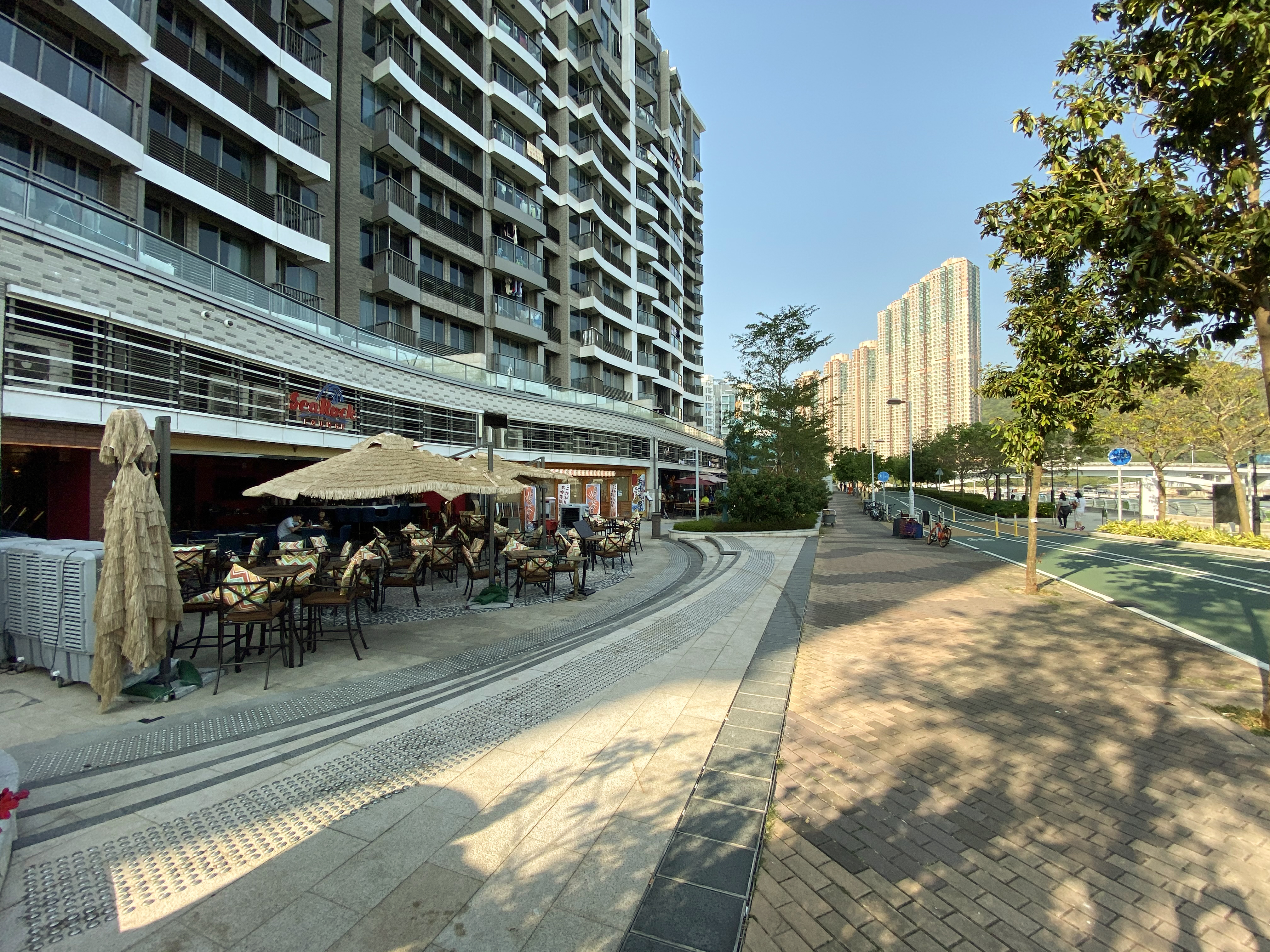
翩滙坊向海位置的商店

地面和地庫設有14萬平方呎商場，命名為翩匯坊（其後更名為翩滙坊，英文名稱為Papillons Square），設大約40至50個商舖，面積由三百至一萬六千平方呎不等，預計商場平均呎租約30至70元，人均消費約400至900元，在2019年初開業。商場以自然風格為設計概念，採用木色主調，場內中央以天井採光的設計，加上落地大玻璃，讓顧客在店內可欣賞室外景致，場內亦設置藝術雕塑。
商場設三大類別，分別是餐飲、生活精品及兒童天地，餐飲及生活精品各佔三成樓面，餘下四成樓面為兒童天地，其中餐飲設於向海位置，讓顧客享海景。該處共有6間食肆，包括酒吧、日式，西餐、泰式、台灣等餐廳。目前最大的租戶為學之園幼稚園，涉及樓面約2萬方呎。

#### 戶外露天餐廳座位被要求清走
2021年1月，有報道指戶外露天餐廳位置被住戶投訴噪音及油煙問題，有餐廳負責人更表示有人從高處扔擲物表達不滿，食客曾被砸中受傷入院。由於有大量投訴，商場向餐廳提出多項要求，包括所有餐廳必須在晚上10時後禁止食客在戶外用膳，戶外部分不得經營酒吧，亦要求餐廳調低抽油煙機出風口聲量，並每月清走油漬。不過到1月20日起，商場租務部突然以電郵通知租戶，表明在7日內必須清走戶外所有枱櫈。食肆對租務部的做法感到不解，指當時租約表明可在露天範圍擺放座位，認為抹殺做生意的權利。商場回應指部分食肆露天座位未取得食環署許可，加上接獲大量屋苑住客投訴下，商場只可按照政府要求，移除戶外座位，直至食肆獲得有關部門許可。食環署表示該6所食肆沒有取得設置露天座位的許可，並表示自2020年1月至2021年1月就非法擴展營業範圍提出15宗檢控。

### 主要商店
- 學之園幼稚園佔地2.2萬方呎
- 美國冒險樂園佔地1.7萬方呎，新界區最大分店
- The ONE Academy for Music Art & Dance
- 惠康超級市場佔地約8000平方呎
- LAZUR GOURMET
- 海港酒家(已結業, 現為聚豪軒)
- 浜燒太郎 (已結業)
- 花楽
- 皓民冰室
- Maison Eric Kayser
- NOC Papillons & Bakery
- 戀上台式料理
- Riverside Grill
- 泰COOL (已結業)
- MADIRA
- SeaRock Lounge
- 農本方中醫診所
- 德華保健貿易
- 數研陽光教育中心
- Babyhood by Astar Concept
- JoyfulArt Studio
- 智趣小博士教育中心將軍澳分校
- Kids Monte
- 梁玉潔舞蹈學院  將軍澳旗艦店
- The One Academy of Music and Arts
- 和諧汽車比亞迪將軍澳陳列室

## 興建圖片

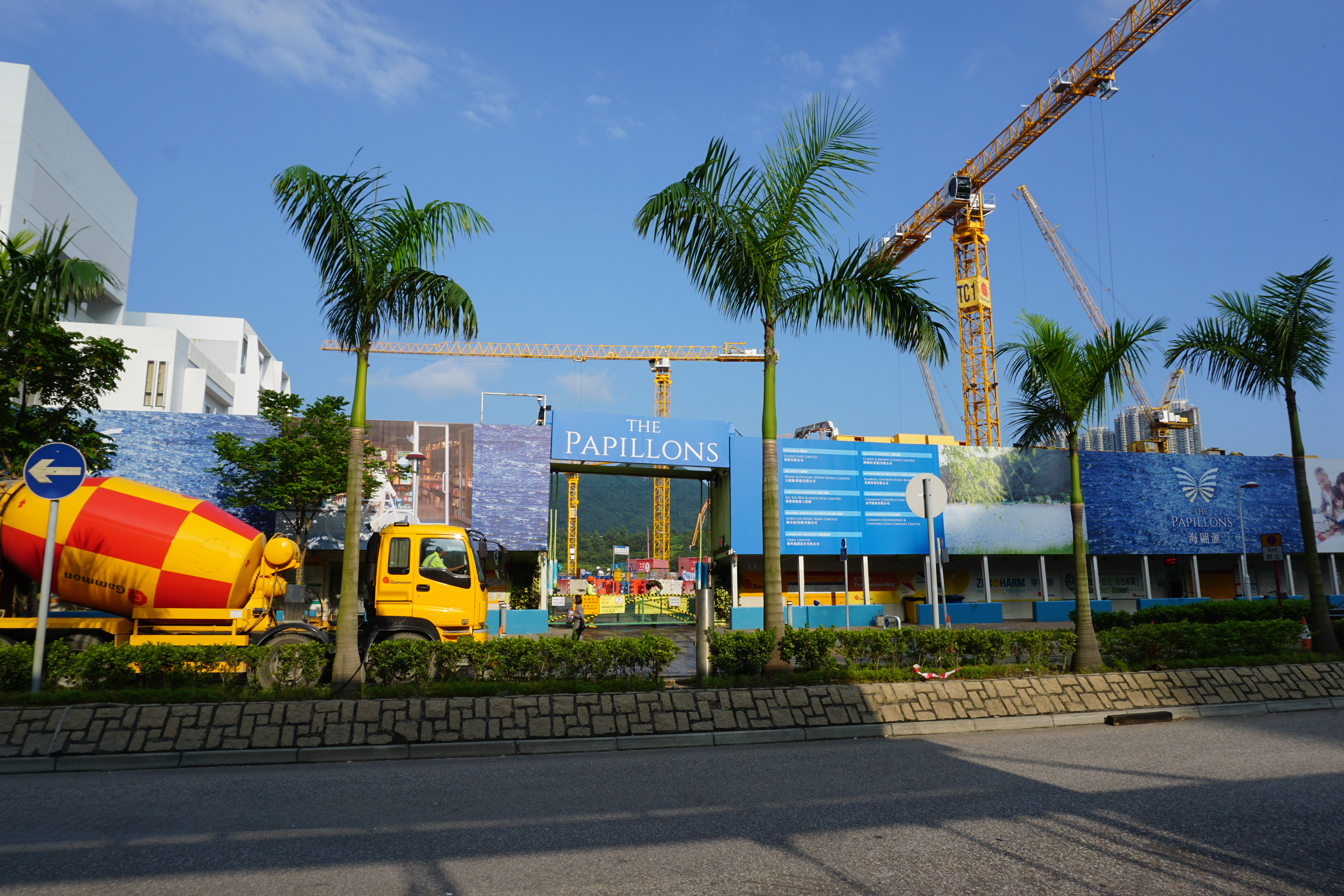
2016年9月
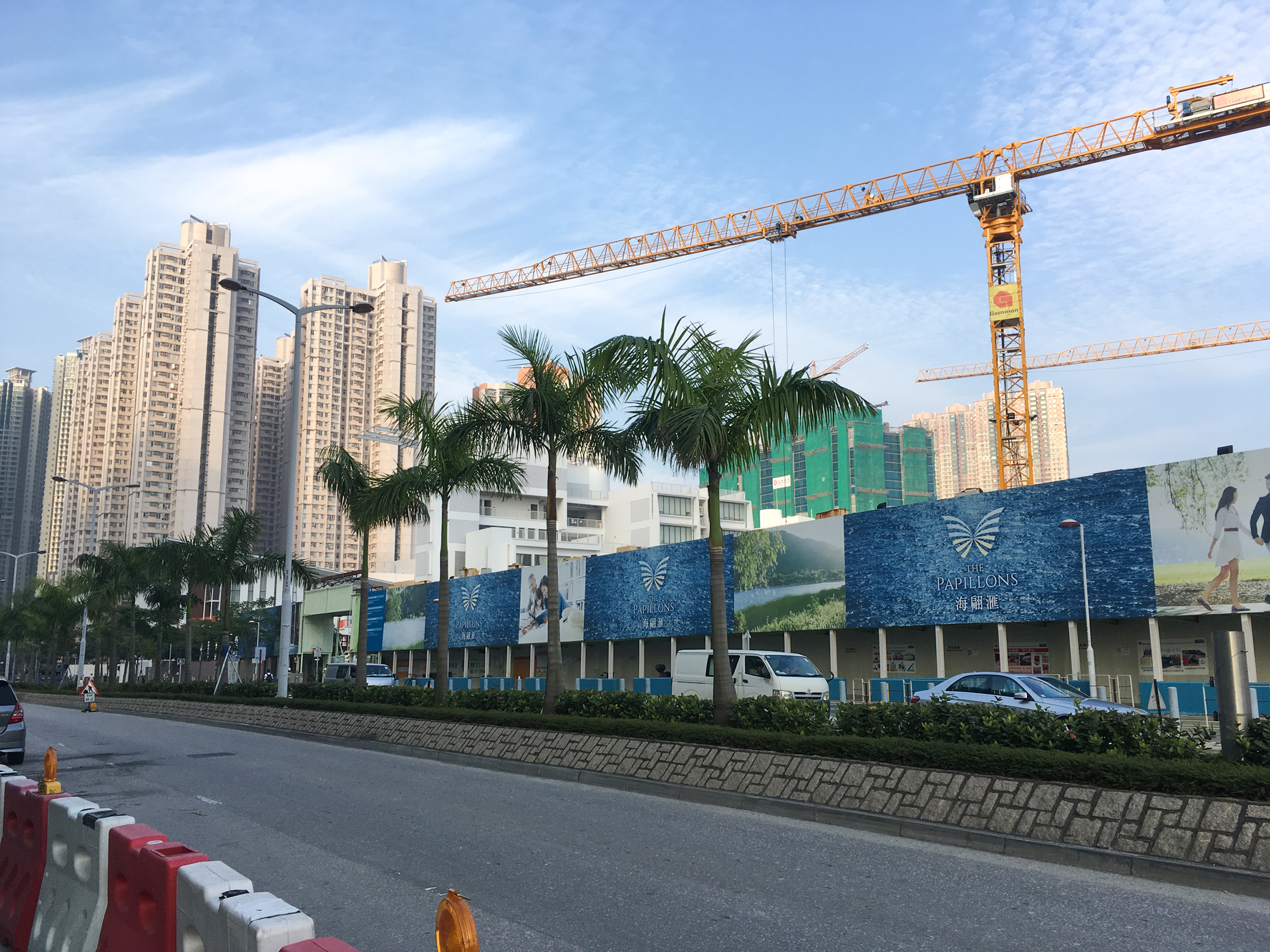
2016年12月
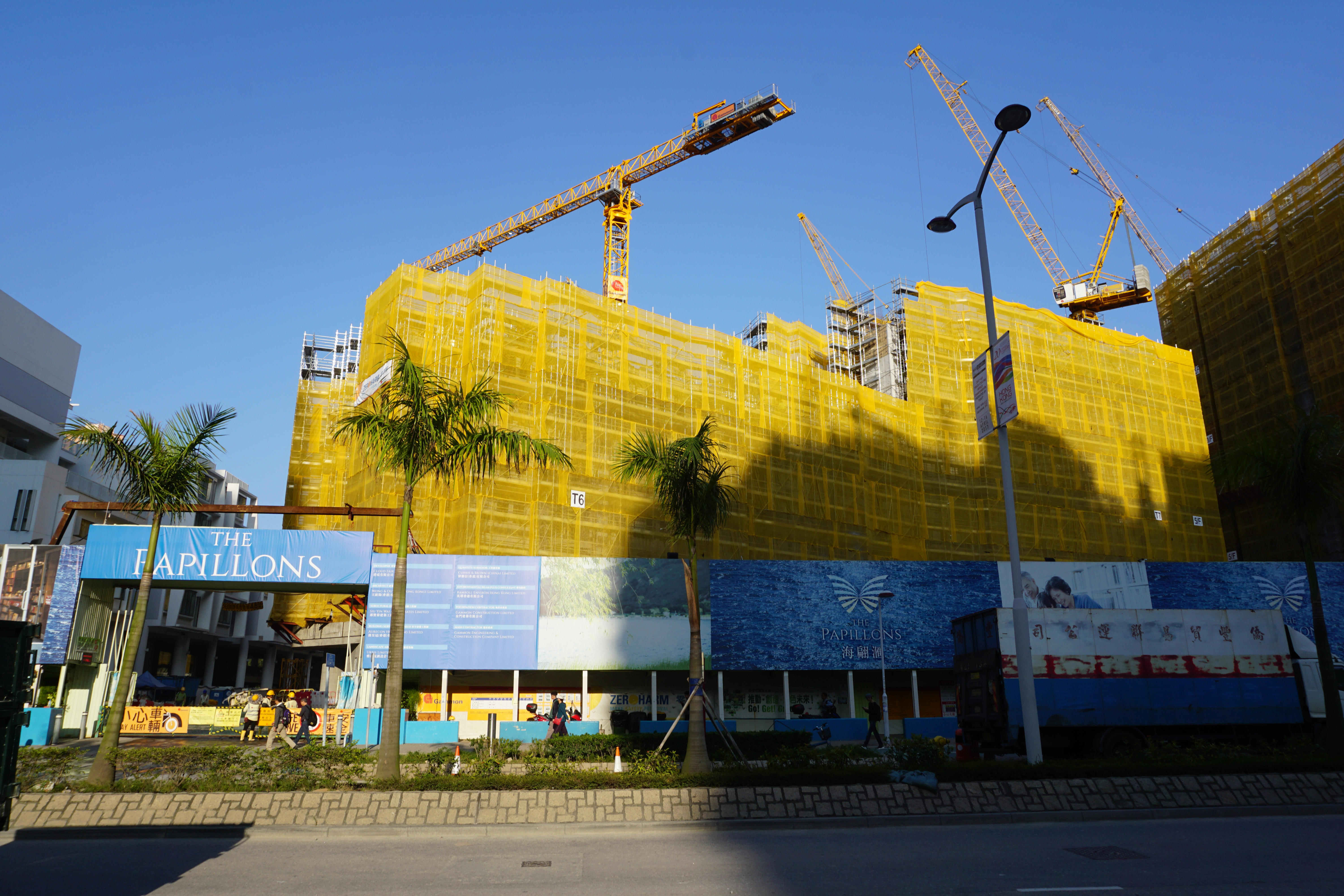
2017年4月
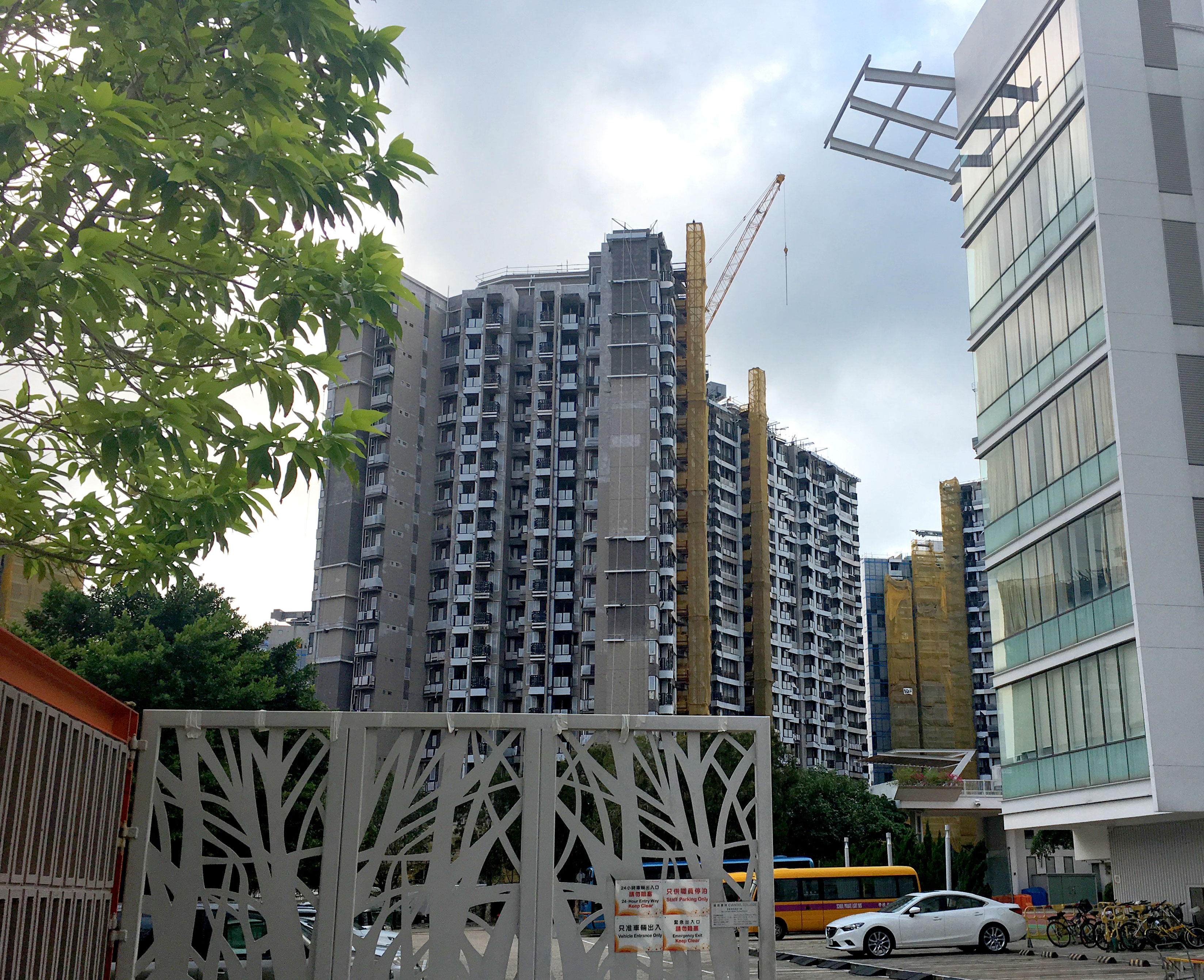
興建中的第3座及5座，2017年10月
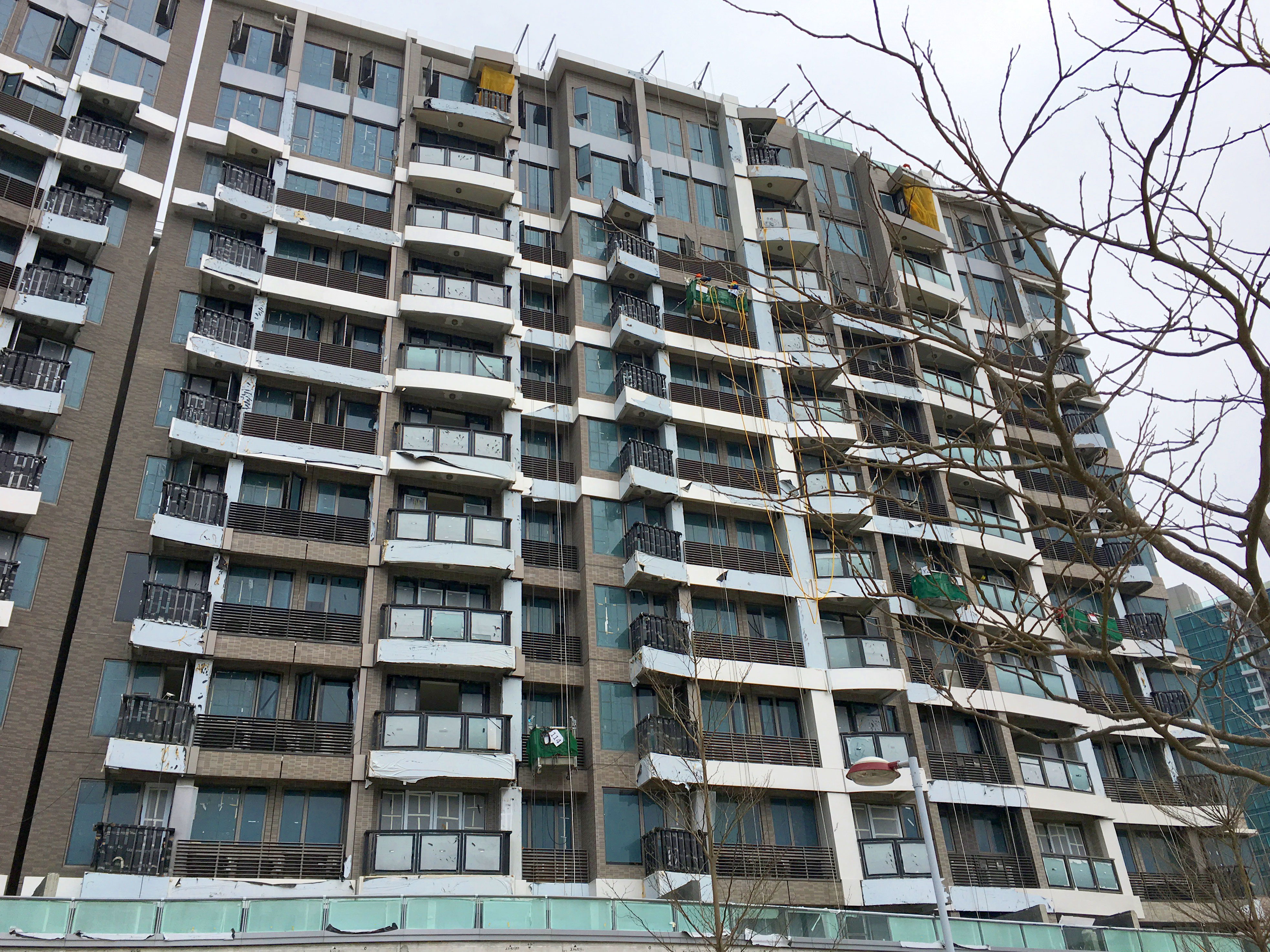
興建中的第一座，2018年3月
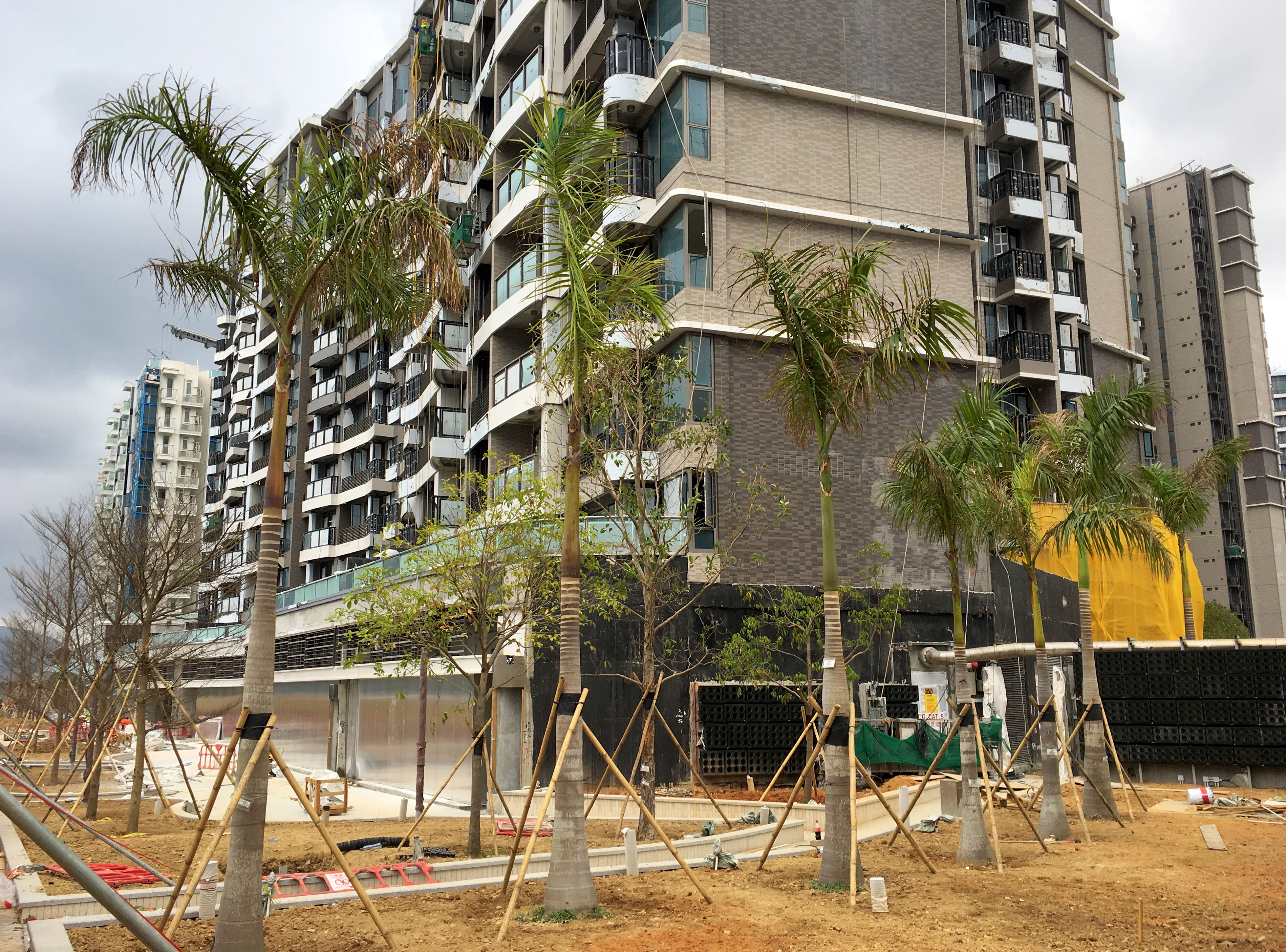
通往海濱長廊之出口，2018年3月
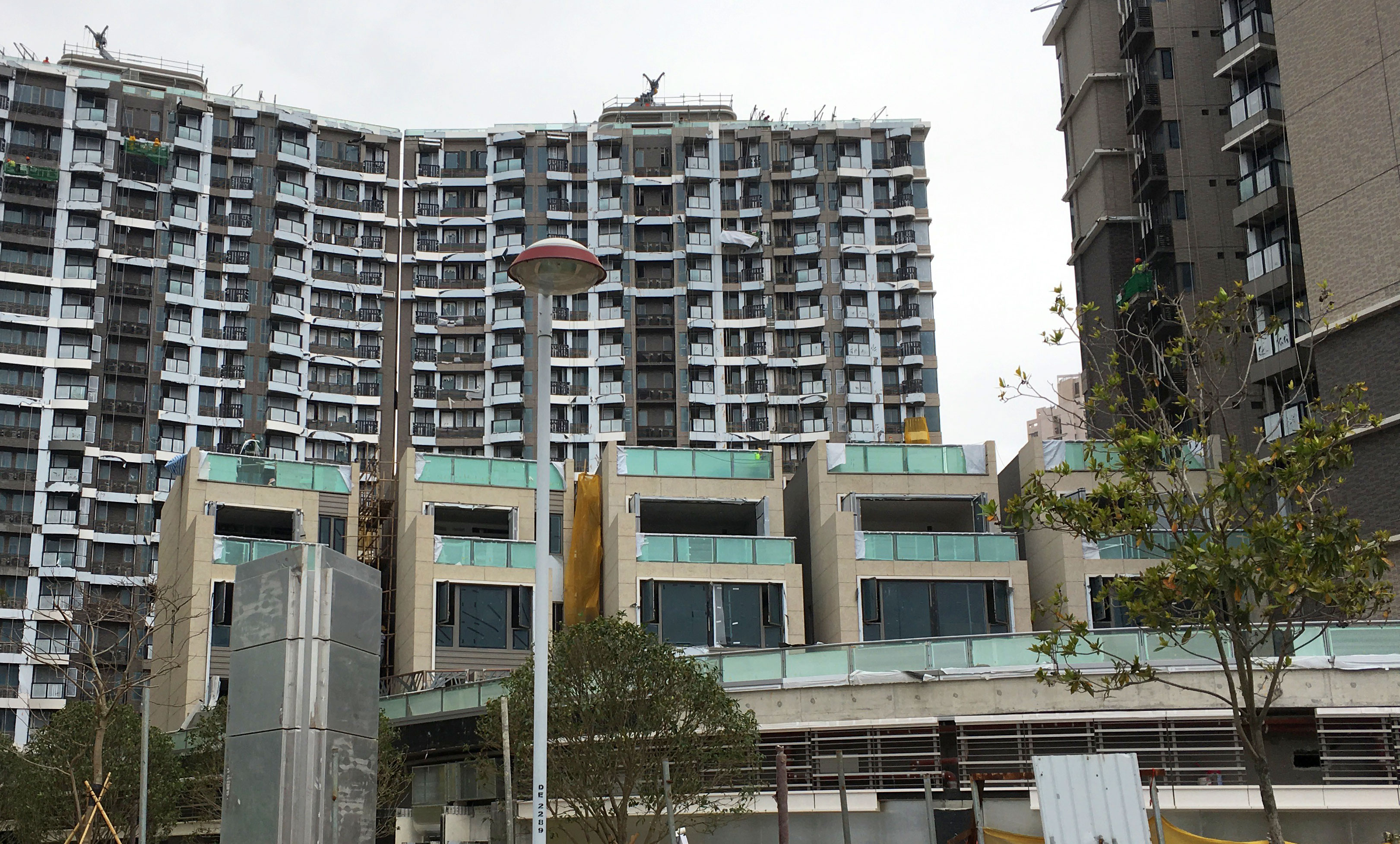
興建中的洋房，2018年3月
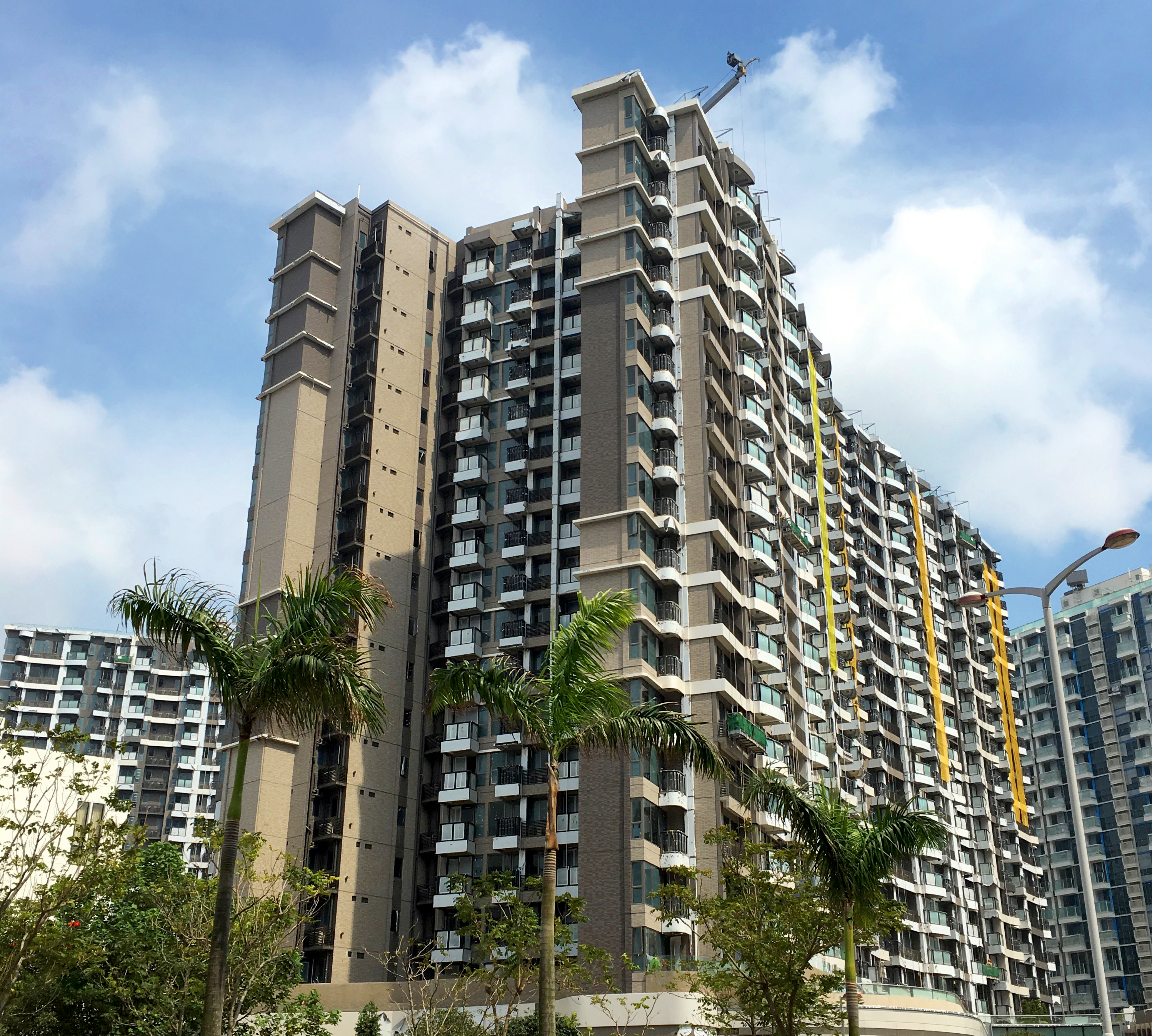
興建中的第六座，2018年4月
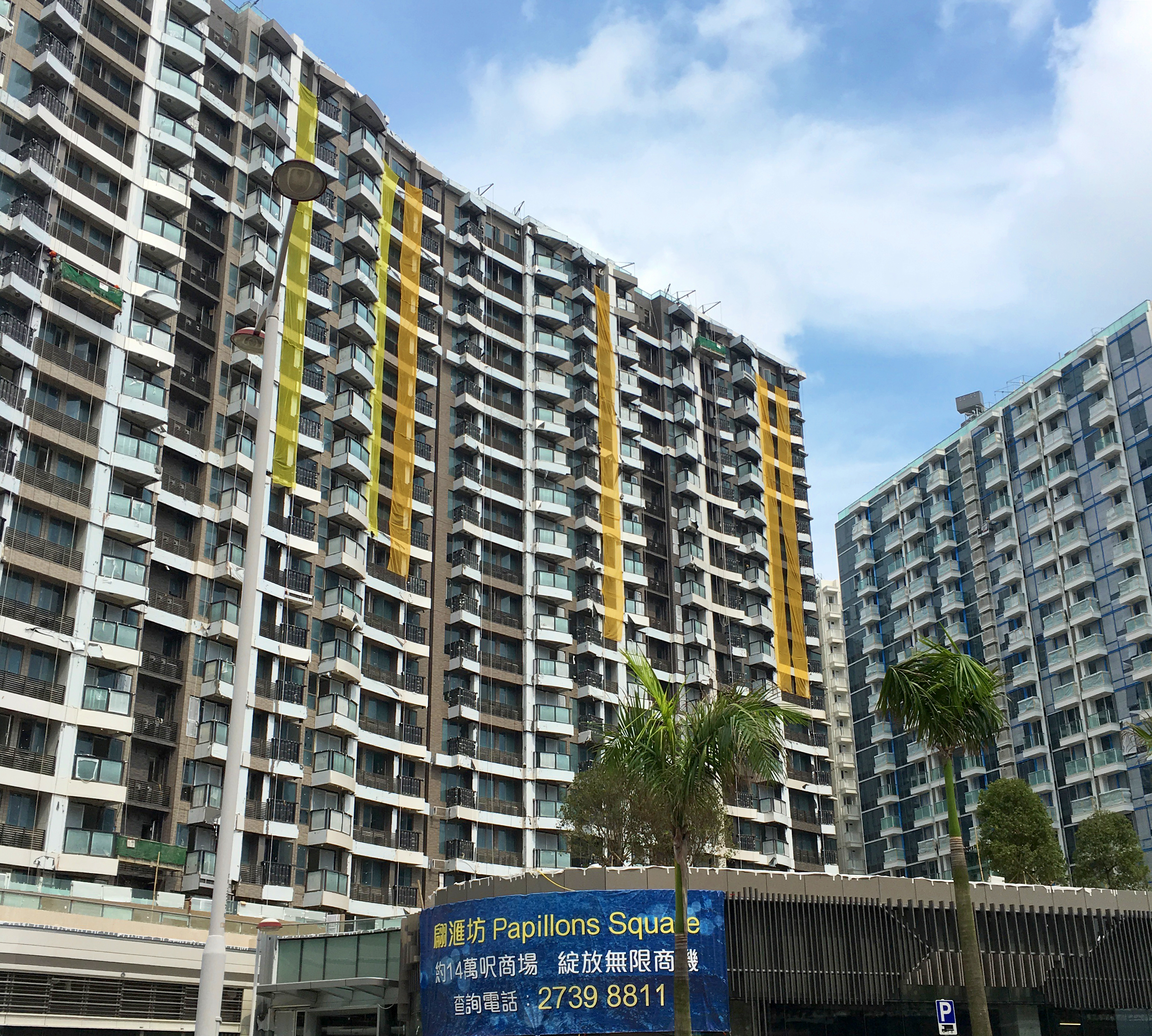
興建中的第七座，2018年4月

## 交通
項目最近的港鐵站為將軍澳站，約7分鐘步程。另外，於2018年4月15日投入服務的新界專綫小巴路線114A，循環來往將軍澳站及海天晉，依次將軍澳廣場、怡明邨、播道書院、海天晉及天晉II，途經海翩滙，服務屋苑居民往返將軍澳站。此外，居民亦可以步行約5分鐘至唐賢街，乘坐114B往調景嶺站。另外，居民亦可以步行1-3鐘到至善街，乘搭793、795X、796P及796X來往九龍城、新蒲崗、旺角、深水埗、尖沙咀等地。屋苑周邊亦有多條巴士及小巴路線，來往尖沙咀、九龍城、深水埗等多處地方。

## 外部連結
1. ↑  金門贏得將軍澳住宅發展項目合約 （页面存档备份，存于）. 2016-06-14. [2019-06-03].
2. ↑  . 資本壹週. 2016-09-05  [2017-12-14]. （原始内容存档于2017-12-14）.
3. ↑  . 明報. 2017-12-14  [2017-12-14]. （原始内容存档于2017-12-14）.
4. ↑  蔡正邦. . 香港01. 2021-01-22  [2021-01-30].

- 官方網頁 （页面存档备份，存于）
- 建築項目網頁
- 海翩滙業主住戶論壇 （页面存档备份，存于）
- Facebook 專頁 （页面存档备份，存于）
- 業主住戶交流區 Facebook 專頁
- 海翩滙業主專區 香港討論區 （页面存档备份，存于）